# Kučer
Kučer is een plaats in de gemeente Krašić in de Kroatische provincie Zagreb. De plaats telt 49 inwoners (2001).